# Mount Pechell
Mount Pechell ist ein 1320 m hoher Berg im Norden des ostantarktischen Viktorialands. In den Anare Mountains überragt er das westliche Ende der Hedgpeth Heights. 
Der britische Polarforscher James Clark Ross entdeckte und kartierte ihn grob im Januar 1841 im Zuge seiner von 1839 bis 1843 dauernden Antarktisexpedition. Namensgeber ist der spätere Admiral Samuel John Brooke Pechell (1785–1849), damals ein Junior Lord der britischen Admiralität.